# Andrea Němcová
Andrea Němcová (* 29. května 1976 Tábor) je česká televizní moderátorka a reportérka, známá jako moderátorka a vedoucí pořadu TV Nova Střepiny. Kromě toho si zahrála epizodní roli v seriálu Redakce. Od roku 2014 pracuje v Českém rozhlase, v současnosti jako šéfeditorka zpravodajství Radiožurnálu a Plusu.

## Život
Andrea Němcová se narodila 29. května 1976 v Táboře v tehdejší Československé socialistické republice do rodiny Hany a Jaroslava Němcových. Má bratra Lukáše.
V roce 1994 dokončila Střední hotelovou školu v Praze a nastoupila na obor Aplikovaná sociologie na Institutu pedagogiky volného času (IPVČ) Tábor. V letech 1996 a 1997 pracovala v Televizním vysílání Tábor jako reportérka a moderátorka hitparád a posléze i moderátorka zpráv. V roce 1997 přestoupila do TV Gimi v Českých Budějovicích, kde pracovala jako moderátorka diskusních pořadů a zpráv a byla krajskou reportérkou pro TV Prima. Poté přešla do pražské redakce TV Prima, kde byla reportérkou zpravodajství.[zdroj?]
V roce 2000 začala působit v TV Nova, kde pracovala také jako reportérka zpravodajství. Později se Stanislavem Brunclíkem spoluzakládala zpravodajsko-publicistický pořad Střepiny,  který také od jeho vzniku moderovala a stala se vedoucí pořadu. Zahrála si také malou roli v 6. epizodě 2. série seriálu TV Nova Redakce nazvané Iberský válečník. V roce 2007 začala studovat bakalářský obor Sociální a mediální komunikace na soukromé Univerzitě Jana Amose Komenského Praha.
V druhé polovině roku 2010 otěhotněla. Jejím partnerem a otcem dcery je matematik Petr Trojek. Ze Střepin odešla na mateřskou dovolenou. Dne 10. dubna 2011, v posledním trimestru těhotenství, moderovala pořad naposledy. V něm ji nahradili reportér Televizních novin David Vaníček a Michaela Nová, první díl s novým moderátorem byl vysílán v neděli 17. dubna 2011. Vedení Střepin od Andrey Němcové převzala Martina Kuzdasová.
Dne 30. května 2011 po dvanácté hodině porodila dceru Bereniku. Porod byl velice komplikovaný, rodila nakonec akutním císařským řezem.